# Malbork
Malbork (in casciubo Malbórg, in tedesco Marienburg, in italiano nel XIX secolo Mariemburgo) è una città della Polonia (37 898 ab. nel 2021) situata nell'estrema parte orientale del voivodato della Pomerania a metà strada tra Elbląg e Danzica. Fu la prima capitale della Prussia.

## Storia

### Epoca medievale
La città nacque in Prussia intorno alla fortezza dell'Ordensburg Marienburg, fondata nel 1274 sulla riva orientale del fiume Nogat dai cavalieri teutonici. Sia il castello che la città dovettero il nome alla loro patrona, la Vergine Maria. Dal 1308, quando i teutonici avevano istituito lo Stato monastico, Marienburg assunse il ruolo di capitale, una scelta questa determinata dalla posizione strategica della cittadina (a breve distanza da regioni polacche quali la Pomerania e assai vicina ai territori baltici meridionali, dove era in corso una crociata contro il Granducato di Lituania). L'importanza del ruolo di Marienburg crebbe per tutto il Trecento e si dovette in gran parte allo sviluppo dei commerci, con il prodotto più esportato che risultava l'ambra. Fu proprio questa prosperità che permise la costruzione del maestoso castello locale, considerata un'opera ingegneristica di livello molto alto e in grado di ospitare fino a 10.000 uomini. Poiché al contempo suppliva anche ad altre funzioni oltre a quelle militari, disponendo di un monastero, di un mercato interno e degli uffici amministrativi da cui il Gran maestro esercitava le proprie mansioni, l'insediamento continuò a vivere una sua stagione positiva fino al 1410, in concomitanza del declino dello Stato monastico a seguito della battaglia di Grunwald. Nello stesso anno, Marienburg patì un assedio effettuato dal re di Polonia Ladislao II Jagellone e da suo cugino Vitoldo, granduca di Lituania. Nonostante l'impiego di mezzi di artiglieria che da poco erano comparsi sui campi di battaglia europei come i cannoni, la città resistette e il conflitto terminò nel 1411 con il trattato di Toruń. Il declino dello Stato monastico e, conseguentemente, dei fasti economici vissuti da Marienburg continuò nei decenni a venire. Nel 1466 i teutonici preferirono trasferire la capitale a Königsberg, che sembrava in crescita e meglio posizionata rispetto al precedente centro amministrativo, che suppliva ad esigenze belliche divenute anacronistiche.

### Epoca moderna e contemporanea
Nel 1525 il duca Alberto I di Prussia, convertitosi al protestantesimo, accettò di rendere un omaggio al re di Polonia e di divenire un vassallo di Cracovia. Dissolto a quel punto lo Stato monastico, anche Marienburg passava in mano polacca e vi rimase fino al 1772, quando passò, dopo la prima spartizione della Confederazione polacco-lituana, alla Prussia. Sempre nello stesso anno, Federico di Prussia ordinò la demolizione di una parte del castello. Da allora la città rimase in mano tedesca fino al termine della seconda guerra mondiale. Durante il periodo nazista, il castello della città venne utilizzato dalla Hitler-Jugend (Gioventù hitleriana) per le sue riunioni, e nella periferia della città fu installato un campo di concentramento (lo "Stammlager XXB"), in cui furono deportati oltre agli ebrei, anche italiani, inglesi e francesi. Oggigiorno vi sorgono alcune industrie cementifere e gli impianti portuali fluviali sul Nogat.

## Monumenti e luoghi d'interesse
Importante monumento cittadino è il castello di Malbork, patrimonio dell'umanità, risalente al XIII secolo.

## Amministrazione

### Gemellaggi
- dal 1995 con Nordhorn,  Germania
- dal 1997 con Trakai,  Lituania
- dal 1999 con Sölvesborg,  Svezia
- dal 2004 con Margny-lès-Compiègne,  Francia
- dal 2005 con Monheim am Rhein,  Germania